# 萬安內閣
萬安內閣成立於成化十三年六月二十二日（1477年7月31日），結束於成化二十三年十月二十一日（1487年11月6日）。是明憲宗統治下的最後一個內閣，由時任禮部尚書萬安組閣。
萬安內閣任內，政風日趨腐敗。萬安貪婪狡猾，劉吉陰險狡詐，劉珝亦是狂躁之徒，三人與六部尚書（尹旻、殷謙、周洪謨、張鵬、張鎣、劉昭）毫无建树，時人戲稱為“紙糊三閣老，泥塑六尚書”。
成化二十三年八月二十二日（1487年9月9日），憲宗駕崩，皇太子朱祐樘即位為明孝宗。同年十月二十一日，孝宗將萬安免職；同日由次輔劉吉繼任內閣首輔。

## 內閣成員
| 職位   | 姓名 | 備注                                                 |
| ------ | ---- | ---------------------------------------------------- |
| 首輔   | 萬安 | 商輅內閣續任                                         |
| 次輔   | 劉珝 | 商輅內閣續任，成化二十一年（1485年）離職             |
| 次輔   | 劉吉 | 商輅內閣續任，成化十八年（1482年）出閣守喪，同年復職 |
| 大學士 | 彭華 | 成化二十一年入閣，成化二十三年（1487年）離職         |
| 大學士 | 尹直 | 成化二十二年（1486年）入閣                           |